# Colisão aérea de Zagreb 1976
A colisão aérea de Zagreb em 1976 foi uma colisão aérea no dia 10 de setembro de 1976 perto de Zagreb envolvendo o voo British Airways 476, um Hawker-Siddeley Trident que voava de Londres a Istanbul, e o voo Inex-Adria Aviopromet 550, um McDonnell Douglas DC-9 em rota desde Split até Colônia. A colisão foi o resultado de um erro de procedimento dos controladores de tráfico aéreo de Zagreb.
Todas as 176 pessoas a bordo de ambos os aviões morreram, tornando-a a colisão aérea mais mortal do mundo na época. É também o acidente de avião mais mortal ocorrido em território da Croácia que na época fazia parte da Jugoslávia.

## Os voos
O voo 476 da British Airways partiu do Aeroporto de Londres-Heathrow com destino ao Aeroporto de Istambul Atatürk às 08h32 UTC com 54 passageiros e 9 tripulantes a bordo. Nos controles do Trident 3B estava o experimentado capitán Dennis Tann (nasceu em 1932), que tinha 10 781 horas de voo. Ele estava acompanhado pelo primeiro oficial Brian Helm e pelo engenheiro de vôo Martin Flint.
O voo 550 de Inex-Adria partiu do aeroporto de Split às 09:48 UTC para o Aeroporto de Colônia-Bonn. O avião levava 108 passageiros, principalmente turistas alemães voltando de férias, e 5 tripulantes. O capitão era Jože Krumpak (nascido em 1925), que acumulava 10,157 horas de voo, e o primeiro oficial era Dušan Ivanuš. Inex-Adria era uma companhia aérea chárter baseada na Eslovénia, uma das repúblicas que formavam a federação da Jugoslávia.
Ambos voos prosseguiam sem incidentes até se aproximarem ao VOR de Zagreb.

## Controlo de tráfico aéreo
Em meados dos anos 70 a região de controlo de tráfico aéreo de Zagreb era uma das máis concurridas da Europa apesar de estar pobremente manejada e equipada. O VOR de Zagreb foi um ponto de referência para várias das vias aéreas congestionadas entre o norte e o sul da Europa e as que conduzem ao Médio Oriente e além. O espaço aéreo estava dividido em três sectores de altitude: o sector inferior por baixo dos 25,000 pés (7 600 m), o sector metade de 25,000 a 31,000 pés (7 600 - 9 400 m), e o sector superior por riba 31,000 pés.